# Garrison Township
Garrison Township est une localité du comté de Crow Wing, dans le Minnesota, aux États-Unis. Elle abrite notamment le Kenney Lake Overlook, un point de vue panoramique sur le lac Kenney inscrit au Registre national des lieux historiques depuis le 16 novembre 2015.